# Family Radio Service
Der Family Radio Service (FRS) ist eine seit 1996 in den USA (wegen der Beliebtheit später auch in Kanada und Mexiko) freigegebene Jedermannfunkanwendung. In Europa vergleichbar mit dem Freenet, PMR-Funk (PMR446) oder dem SRD-Funk (ehem. LPD).

## Technische Information
Es werden Frequenzen im UHF-Band verwendet, um die Nachteile der Störungssituation im 27-MHz-Band des CB-Funks zu umgehen. FRS arbeitet mit Frequenzmodulation (FM) statt Amplitudenmodulation (AM). Die zulässige Sendeleistung beträgt 500 Milliwatt. Es stehen insgesamt 14 Kanäle zur Verfügung. Die Frequenzen von Kanal 1 bis 7 werden mit dem GMRS-Dienst General Mobile Radio Service geteilt, der in den USA nur mit Lizenz betrieben werden darf. Auf diesem Weg bleiben die Besitzer der jeweils anderen Gerätegattung erreichbar.
FRS-Funksprechgeräte unterstützen CTCSS, um unerwünschten Funkverkehr anderer Nutzer unhörbar zu machen. Obwohl dies von den Herstellern als „Privatkanalfunktion“ verkauft wird, schützt es nicht vor unerwünschtem Mithören, sondern verringert lediglich Störungen durch andere Mitbenutzer auf gut besuchten Kanälen.
Genehmigt werden nur Geräte mit fest angebundener Antenne. Die Reichweite beträgt ca. 500 m bis 1 km, stark abhängig von der Umgebung. Der Betrieb dieser Geräte ist überall in Europa illegal. 

## Verwendete Kanäle
Die Kanäle 1–7 teilt FRS mit GMRS.
| Kanal | Frequenz     |
| ----- | ------------ |
| 1     | 462,5625 MHz |
| 2     | 462,5875 MHz |
| 3     | 462,6125 MHz |
| 4     | 462,6375 MHz |
| 5     | 462,6625 MHz |
| 6     | 462,6875 MHz |
| 7     | 462,7125 MHz |
| 8     | 467,5625 MHz |
| 9     | 467,5875 MHz |
| 10    | 467,6125 MHz |
| 11    | 467,6375 MHz |
| 12    | 467,6625 MHz |
| 13    | 467,6875 MHz |
| 14    | 467,7125 MHz |